# 加斯科涅号战列舰
加斯科涅号战列舰是法国海军黎塞留级战列舰的4号舰。该舰的命名来自法国西南部行省加斯科涅。

## 设计
該艦的建造計劃出自法國海軍1938年補充計劃：由於1937年義大利再度追加了兩艘维托里奥·维内托级战列舰的建造計劃，法國決定採取對等措施，追加兩艘黎塞留級戰列艦的建造以保證地中海的軍事存在平衡。但由於法國一戰後一度停滯的工業建造能力，這兩艘黎塞留級戰列艦相比於前分別採取了所謂的兩種“改進方案”，即方案A與方案B（第三改進方案“方案C”則成為了後來阿爾薩斯級的設計基礎）——加斯科涅作為四號艦，採取的是“方案B”，這導致其艦上布局與之前三艘姊妹艦相比可謂完全不同，甚至可以單列為新的一級。
与同级的前三舰不同，该舰的形态仅见于图纸，且只准备了部分零件。原计划该舰将在圣纳泽尔海军船坞，完成让·巴尔号的建造泊位上动工开建。但在1940年6月，法国战败投降，德国顺利将圣纳泽尔港占领，完工75%的让·巴尔只能先一步离开前往北非，而等待建造的加斯科涅则实际从未被真正下令开工建造。

## 流行文化
- 由戰遊網營運的《戰艦世界》，於 0.7.1 版本中新增法國主力艦科技樹，其中黎塞留級的改型加斯科涅號也作爲該遊戲同為VIII級的加值艦艇釋出[1]。此外，在0.9.5版本中，策畫做出「加斯科涅改進型－香檳號（史實上無此船）」，並將其作為8階金幣船上架至商店[2]。

## 註腳
1. ↑  . World of Warships.   [2018-03-09]. （原始内容存档于2018-03-10） （英语）.
2. ↑  . wiki.wargaming.net.   [2022-07-11]. （原始内容存档于2022-07-15）.